# Leza de Río Leza
Leza de Río Leza – gmina w Hiszpanii, w prowincji La Rioja, w La Rioja, o powierzchni 11,12 km². W 2011 roku gmina liczyła 50 mieszkańców.